# Sibylle Leifer
Sibylle Leifer (geb. Günther; * 19. Juni 1943 in Krakau) ist eine deutsche Malerin und Grafikerin.

## Leben und Werk
Sibylle Günther kam 1944 mit ihrer Familie auf der Flucht vor der anrückenden Sowjetarmee nach Berlin. Die Familie zog 1953 nach Greifswald. Dort besuchte Sibylle Günther bis 1961 die Erweiterte Oberschule. Nach dem Abitur absolvierte sie bis 1963 eine Fotografenlehre an der Hochschul-, Film- und Bildstelle der Universität Greifswald. Danach besuchte sie die Abendschule der Hochschule für Bildende Künste (HfBK) in Dresden und arbeitete als Präparatorgehilfin im Dresdner Kupferstichkabinett. Dabei lernte sie Horst Leifer kennen, den sie 1965 heiratete. 1968, 1973 und 1975 wurden ihre Söhne Vincent, Ludwig und Immanuel geboren.
Von 1966 bis 1972 studierte Sibylle Leifer bei Jutta Damme und Gerhard Kettner an der HfBK Malerei und Grafik. Seitdem arbeitet sie als freischaffende Künstlerin. Die Familie wohnte ab 1965 in Dresden, bis 1979 im Ortsteil Rockau in der früheren Försterei im Helfenberger Grund 2, einem vormaligen Presshaus aus dem Jahr 1673, und dann in Pappritz, Am Rainchen 12. Daneben hatte sie einen zweiten Wohnsitz in Groß-Kiesow-Sanz, der seit 1991 ihr Hauptwohnsitz ist.
1978 veröffentlichte die Zeitschrift Neue Deutsche Literatur erstmals Holzschnitte Sibylle Leifers. 1979 unternahm Sibylle Leifer Studienreisen nach Moskau und Krakau. In dieser Zeit lernte sie Lutz Wohlrab kennen, mit dem sie dann künstlerisch zusammenarbeitete. Von 1980 bis 1983 war Sibylle Leifer Meisterschülerin von Ludwig Engelhardt an der Akademie der Künste der DDR in Berlin. Über die Akademie erhielt sie eine Studienreise nach Prag und konnte sie Exkursionen durch West-Berlin unternehmen. Sie hatte später eine große Zahl weiterer Studien-, Informations- und Arbeitsaufenthalte u. a. in Ungarn, Taiwan, in den USA, in Polen, Norditalien, Kanada und Litauen, Paris und Moskau.
1981 gehörte Sibylle Leifer zur Jury der zentralen Ausstellung des Staatlichen Kunsthandels der DDR 100 ausgewählte Graphiken. 1982 hielt sie sich zum künstlerischen Arbeiten in der Werkstatt von Hedwig Bollhagen in Marwitz auf. 1987 beteiligte sie sich an der Aktion des Verbands Bildender Künstler der DDR „Max braucht Kunst“ im VEB Maxhütte Unterwellenborn.
Sibylle Leifer ist vor allem Holzschneiderin und gehörte auf diesem Gebiet in der DDR zu den wichtigsten Künstlern. Sie betätigt sich aber auch als Malerin, Aquarellistin, Zeichnerin und Plastikerin und seit etwa 1990 zunehmend als Fotografin.
Sibylle Leifer gehörte 1990 zu den Gründern des Usedomer Kunstvereins. 1991 war sie Dozentin für Kunst, Gestaltung und Fotografie an der Fachschule für Sozialpädagogik und Familienpflege in Greifswald. 1992 hatte sie einen Lehrauftrag für Aktzeichnen am Caspar-David-Friedrich Institut der Universität Greifswald. Außerdem war sie Dozentin für das Fach Naturstudium an der Grafik- und Design-Schule Anklam und 2000 Kursleiterin für Aktzeichnen an der Volkshochschule Greifswald. Sie leitete viele Workshops und Fortbildungsseminaren.

## Mitgliedschaften
- 1975 bis 1990: Verband Bildender Künstler der DDR
- seit 1991: Bundesverband Bildender Künstlerinnen und Künstler

## Ehrungen
- 1986: Zweiter Preis für Graphik in der Ausstellung „Sieger der Geschichte“

## Fotografische Darstellung Sibylle Leifers
- Christian Borchert: Die Malerin Sibylle Leifer in ihrem Atelier (1993)[1]
- Klaus Dennhardt: Familie Leifer (1975)[2]

## Öffentliche Sammlungen und Museen mit Werken Sibylle Leifers (unvollständig)
- Berlin: Akademie der Künste
- Berlin: Kinder- und Jugendbuchabteilung der Staatsbibliothek zu Berlin
- Chemnitz: Kunstsammlung der Wismut GmbH
- Dresden: Kunstfonds des Freistaats Sachsen[3]
- Dresden: Kupferstichkabinett
- Greifswald: Pommersches Landesmuseum
- Leipzig: Museum der bildenden Künste
- Neubrandenburg: Kunstsammlung Neubrandenburg
- Rostock: Kunsthalle Rostock
- Schwerin: Staatliches Museum Schwerin

## Werke (Auswahl)

### Holzschnitte
- Doppelakt und Sonne (1985)[4]
- Akt mit Spiegeln (1986)[5]
- Strand (1987)[6]

### Tafelbilder
- Kopf (1989, Öl, 97 × 68 cm)[7]
- Landschaft bei Groß-Kiesow (aus der Folge Rainlos – Baumlos – Vogelfrei; 1989; Öl)[8]
- Fragmentarische Figur in baumloser Landschaft (1989, Öl, 70,5 × 100 cm)[9]

### Buchillustrationen
- Die Bremer Stadtmusikanten. Märchen der Gebrüder Grimm. Wolbern-Verlag, Berlin/Potsdam, 2005 (mit handabgezogenen Holzschnitten)
- Emile Zola: Das Paradies der Katzen. Wolbern-Verlag, Berlin/Potsdam, 2006 (mit Reproduktionen von Holzschnitten)
- Joachim Ringelnatz: Die Landpartie der Tiere. Wolbern-Verlag, Berlin/Potsdam, 2007 (mit Reproduktionen von Collagen)
- Kristine Kautz: Frauen Augen Blicke. Bundesdeutsche Frauen gegen Ende des 20. Jahrhunderts. Eigenverlag, Groß Kiesow, 2007 (mit Reproduktionen von Fotografien)
- Ludwig Hoppe: Strandgut. 2012; ISBN 978-3-943973-03-7

## Ausstellungen (unvollständig)

### Personalausstellungen
- 1981: Dresden, Galerie West („Malerei, Grafik 1979–81“)
- 1986: Putbus, Orangerie Putbus (Malerei, Grafik)
- 1974: Greifswald, Museum Greifswald (mit Horst Leifer, Otto Niemeyer-Holstein und Herbert Wegehaupt)
- 1987: Dresden, Kunstausstellung Kühl (Malerei, Grafik)
- 1998: Katzow, Kunst- und Kulturscheune des Skulpturenparks in Katzow (mit Horst Leifer)
- 2003: Berlin, Galerie der Berliner Graphikpresse („Himmelsfürstin und Sirene“; Malerei und Holzschnitte)
- 2008: Libnow, Herrenhaus Libnow („Der Götter wirken“; Malerei, Holzschnitte, Collagen)[10]
- 2010: Barnstorf, Kunstscheune Barnstorf (mit Christiane Latendorf und Peter Lewandowski)
- 2011/12: Chorin, Abthaus des Klosters („Sieben“; Gemälde, Collagen und Grafiken)[11]
- 2013: Pulsnitz, Ostsächsischen Kunsthalle („Leifer und Freunde“)[12]
- 2015: Zinnowitz, Galerie Refugium („Wildes Wetter, Blauer Berg“; mit Christiane Latendorf)
- 2018: Templin, Kunstverein (Malerei und Grafik)[13]
- 2020: Zinnowitz, Galerie Refugium

### Teilnahme an Ausstellungen
- 1972: Greifswald, Rubenow-Klub („Wir gratulieren unserer Republik“)
- 1974, 1979 und 1984: Rostock, Bezirkskunstausstellungen
- 1976: Greifswald, Museum der Stadt Greifswald („Greifswalder Künstler stellen aus“)
- 1977, 1979, 1983, 1984 und 1986: Berlin und weitere Städte („100 ausgewählte Graphiken“)
- 1978: Rostock, Kunsthalle („Alltag und Poesie“)
- 1982/83 und 1987/88: Dresden, IX. und X. Kunstausstellung der DDR
- 1983: Leipzig, Messehaus am Markt („Kunst und Sport“)
- 1986: Rostock, Kunsthalle Rostock („Sieger der Geschichte“; Ausstellung zum XI. Parteitag der SED)
- 1987: Berlin, Akademie der Künste („11 Meisterschüler“)
- 2021: Neustadt-Glewe, Galerie der Burg zu Neustadt-Glewe („Grafik Nord 08“)[14]